# Йоган Вагенар
Йоган Вагенар (нід. Johan Wagenaar; 1 листопада 1862, Утрехт — 17 червня 1941, Гаага) — нідерландський композитор, органіст і педагог. Один із засновників сучасної нідерландської композиторської школи.
Грі на органі навчався у Ріхарда Хола в Утрехті (1875—85 роки), у Самюела де Ланге у Гаазі, композицію вивчав під керівництвом Гейнріха фон Герцогенберга у Берліні. З 1888 року — органіст Утрехтського собору. Заснував там «Музичний гурток», керував хором a cappella. Відомий як виконавець творів Йоганна Себастьяна Баха. У 1904—19 роках — директор музичної школи в Утрехті, де керував хором, потім хормейстер в Арнемі (з 1908 року) та у Лейдені (з 1910 року). У 1919—37 роках — директор Королівської консерваторії в Гаазі.
Серед учнів Вагенар: Петер ван Анрой, Ф. Дюс, Віллем Пейпер, Александер Вормолен та інші. Як композитор дебютував у 1889 році комічною кантатою «Корабельна аварія» (De Schipbreuk, 1889). Для його оперної творчості характерні пародія, гумор.
Твори
- опери — Дож Венеції (дож Венеції, 1898, Утрехт, 1904), Сід (Сід, 1914, Утрехт, 1916), комічна опера Закоханий Юпітер (Юпітер Аман, Схевенінген, 1925);
- оперета — Вино Фортуни (Most Fortune, 1911);
- кантата Ода до дружби (Ode aan de Vriendschap, 1897);
- для оркестру — симфонічні поеми — Літо життя (Levenszomer, 1901), Саул і Давид (на сюжет картини Рембрандта, 1906) та інші, увертюри — Морська подорож Фрітьофа (Frithjof's Meerfahrt, у 1884), Король Ян (1889), Сірано де Бержерак (1905, найпопулярніший твір Вагенара) та інші увертюри до п'єс Вільяма Шекспіра, Карло Ґольдоні, Г. Клевета;
- мадригали, канони для хору з оркестром;
- твори для органа, пісні.